# Duración de los derechos de autor
La duración de los derechos de autor es el periodo de tiempo en que los derechos de autor se mantienen sobre una obra antes de que pase al dominio público. En la mayor parte del mundo, este periodo de tiempo es mientras el autor se mantenga vivo y entre 50 o 70 años más a partir de su muerte, dependiendo del país.

## Periodo de los derechos de autor
Los derechos de autor subsisten durante una variedad de periodos en diferentes jurisdicciones. La duración del plazo puede depender de varios factores, incluyendo el tipo de obra (como pueden ser la composición musical o la novela), si la obra ha sido publicada, o si la obra fue creada por un individuo o una corporación. En la mayor parte del mundo, la duración predeterminada de los derechos de autor es la vida del autor más 50 o 70 años. En Estados Unidos, el plazo para la mayoría de 70 años tras la muerte del autor o 95 desde la publicación. En la mayoría de los países (por ejemplo, Estados Unidos y Reino Unido), los derechos de autor expiran al final del año calendario en cuestión.
La longitud y los requisitos para la duración de los derechos de autor están sujetos a cambios por ley, y desde principios del siglo XX se han realizado una serie de ajustes en varios países, lo que puede dificultar la determinación de la duración de los derechos de autor en un país determinado. Por ejemplo, Estados Unidos solía exigir que los derechos de autor se renovaran después de 28 años para permanecer en vigor, y anteriormente exigía un aviso de derechos de autor en la primera publicación para obtener cobertura. En Italia y Francia, hubo extensiones de posguerra que podrían aumentar el plazo en aproximadamente seis años en Italia y hasta aproximadamente 14 en Francia. Muchos países han ampliado la duración de los términos de sus derechos de autor (a veces de forma retroactiva ). Los tratados internacionales establecen plazos mínimos para los derechos de autor (50 años en el Convenio de Berna), pero estos sólo se aplican a los países signatarios, y los países individuales pueden otorgar plazos más largos que los establecidos en un tratado.

## Trascendencia

### Duración del copyright y el dominio público.
La extensión del plazo de los derechos de autor impone restricciones tangibles al dominio público . Por ejemplo, el académico Neil Netanel argumentó que la Copyright Term Extension Act de 1998 impedía la entrada en el dominio público de obras fundamentales para el patrimonio cultural de los Estados Unidos . Sostuvo que la difusión, redifusión o incorporación a nuevas expresiones culturalmente importantes se impide debido "al veto del titular de los derechos de autor". Como ejemplos puso la adaptación de la trama de novelas como El gran Gatsby y Peter Pan, la remodelación de personajes como Mickey Mouse, o el uso de canciones de Tin Pan Alley como "Let's Do It (Let's Fall in Love)" para documentales sobre la Gran Depresión.

### Duración del copyright y obras huérfanas
Para los millones de obras más antiguas protegidas por derechos de autor y de popularidad menos duradera, es difícil, o imposible, rastrear la propiedad de los derechos de autor y determinar quién posee los derechos particulares que se deberían licenciar para el uso de la obra. El problema de estas obras huérfanas surge de la extensión del plazo de los derechos de autor y de la falta de requisito para que el propietario de los derechos de autor renueve o registre sus derechos de autor. Para abordar este problema, algunas jurisdicciones han revisado sus leyes de derechos de autor para permitir el uso de obras huérfanas, después de búsquedas intensivas.

## Recepción y discusión
Las discusiones sobre la duración óptima del plazo de vigencia de los derechos de autor (por ejemplo, sobre el incentivo de los derechos de autor para la producción creativa) son una parte importante del discurso y la recepción públicos y científicos.
Una de las posiciones anteriores y frecuentemente citada es la del político británico Thomas Babington Macaulay, quien argumentó en un discurso de 1841 en la Cámara de los Comunes del Reino Unido que los derechos de autor son un monopolio y, como tal, generalmente tienen efectos negativos en la sociedad.   Aunque el discurso de Macaulay ha sido ampliamente difundido, la reacción ante éste en la Cámara de los Comunes es difícil de encontrar: Ricketson afirmó lo siguiente, tras las afirmaciones de Macaulay de que los herederos de ciertos autores bloquearían la publicación de sus obras:

En este momento, el debate en la Cámara de los Comunes cayó en una farsa porque otros oradores afirmaron que no tenían dudas (basándose en su propio conocimiento personal) de que Richardson y los descendientes de Boswell de que aún habrían hecho lo correcto y habrían permitido la reimpresión, ¡por mucho que aborrecieran las obras de sus antepasados!

También vale la pena señalar que Macaulay está posicionándose en contra de la extensión del plazo, no en contra del derecho de autor. Este punto lo expone bien el propio Macaulay:

Las ventajas que se derivan de un sistema de derechos de autor son obvias. Es deseable que tengamos una provisión de buenos libros: no podemos tener tal provisión a menos que los hombres de letras sean remunerados generosamente; y la forma menos objetable de remunerarlos es mediante derechos de autor.

Liebowitz describe el uso del término monopolio en relación con los derechos de autor como engañoso, pero "retóricamente eficaz";  mientras que Towse escribe que un término más apropiado es "competencia monopolística".
En 2009, un artículo de Rufus Pollock de la Universidad de Cambridge cuantificó científicamente la duración óptima de los derechos de autor en 15 años, significativamente más corta que cualquier duración de los derechos de autor actualmente existente, mediante un modelo económico con parámetros empíricamente estimables.
En 2013, la académica Petra Moser concluyó en un artículo sobre el impacto de la extensión de los derechos de autor en la Ley británica de derechos de autor de 1814 que "los derechos de autor más prolongados aumentan los costos de acceso a los activos intelectuales para los consumidores y otras empresas, lo que puede desalentar la difusión del conocimiento y desacelerar la ritmo de innovación acumulativa y aprendizaje práctico ".
En 2014, un artículo de Rock, Paper, Shotgun sobre la existencia de videojuegos clásicos huérfanos y la sugerencia de dejarlos pasar al dominio público después de 20 años generó un debate público controvertido sobre los términos de derechos de autor y el dominio público entre los veteranos de la industria del juego John Walker, George Broussard y Steve Gaynor.
Un artículo publicado en marzo de 2015 en el Journal of Artificial Societies and Social Simulation analizó con un modelo simulado la relación entre la creación de conocimiento científico y la duración de los derechos de autor y concluyó que una menor producción de conocimiento aumentaba los plazos de los derechos de autor para el contexto analizado.
Como curiosidad, la obra Peter Pan y Wendy está sujeta en el Reino Unido a una cláusula especial en la Copyright Designs and Patents Act 1988 que concedía al Great Ormond Street Hospital un derecho a la realeza a perpetuidad. James Matthew Barrie había donado los derechos de autor de la obra al hospital en 1929. Los diferentes términos de derechos de autor en las distintas jurisdicciones han dado lugar a algunas disputas que involucran obras derivadas creadas y/o vendidas en otras partes del mundo.